# Bwina
Bwina è una circoscrizione mista (mixed ward) della Tanzania situata nel distretto di Chato, regione di Geita. Conta una popolazione di 8 422 abitanti (censimento 2012).